# Глинников, Илья Ильич
Илья́ Ильи́ч Гли́нников (род. 19 сентября 1984, Новомосковск, Тульская область) — российский актёр театра, кино и телевидения, телеведущий. Наиболее известен по роли Глеба Романенко в телесериале «Интерны».

## Биография
Со стороны отца имеет грузинские корни. У него есть младший брат. С 3 лет и до школьного возраста занимался танцами. В школе в течение 7 лет он играл в футбол и параллельно на протяжении 5 лет занимался плаванием. До пятого класса был круглым отличником. Затем он стал заниматься музыкой, танцами, участвовал в самодеятельности. В 9-м классе победил в конкурсе, посвящённом Великой Отечественной войне, со стихотворением о своём дедушке. По окончании гимназии создал свой танцевальный коллектив, поставил шоу и участвовал с ним на чемпионате России по хип-хопу в Москве, где занял 1-е место. Окончил Новомосковский колледж физкультуры и спорта. Затем поступил в танцевально-театрализованное шоу «Urbans», но из-за расхождений во взглядах с продюсерами покинул команду и образовал новый коллектив.
После трёхмесячных гастролей по Китаю Глинников поступил в ГИТИС на курс Валерия Гаркалина. Потом уехал в США на мастер-классы в театральные школы «Ли Страсберг» и «Джул-Арт», а по возвращении в Россию участвовал в мюзикле «Бременские музыканты».
С 9 апреля 2014 года Илья Глинников вёл программу «Такое кино!» на ТНТ.
В 2019 году принял участие в 7-м сезоне возрождённого шоу «Последний герой» на ТВ-3, где стал одним из двух финалистов и уступил победу Анфисе Черных.

## Личная жизнь
С 2014 по 2016 год встречался с актрисой Аглаей Тарасовой, вместе с которой снимался в сериале «Интерны».
Принимал участие в 5-м сезоне шоу «Холостяк» на ТНТ в качестве главного героя. В финале избранницей Глинникова стала Екатерина Никулина. Позже они расстались.
Болеет за московский футбольный клуб «Спартак».

## Фильмография
- 2008 — Клуб — участник бойз-бенда
- 2009 — Универ — Паша из Агаповки, друг Кузи (в серии № 147)
- 2009 — Первая любовь — Иван
- 2010—2016 — Интерны — Глеб Викторович Романенко
- 2010 — Туман — рядовой Антон Чирко, «Бабник»
- 2011 — Ласточкино гнездо — Кирилл
- 2012 — Обучаю игре на гитаре — Марков в молодости
- 2013 — Залётчики — Лёха
- 2013 — Домоправитель — Лёша Агафонов
- 2013 — Кукушечка — Ваня Пуфик
- 2014 — В спорте только девушки — Никита «Кит», сноубордист
- 2014 — Проводник — Денис Перлов
- 2016 — Крыша мира — Миша
- 2016 — Любовь с ограничениями — Рома
- 2016 — Витя в законе — Артём [5]
- 2017 — Всё вернётся — Антон Антипов
- 2017 — Форс-мажор — Артём
- 2020 — Фитнес (3-й сезон) — Гарик, новый тренер по боксу
- 2021 —  В клетке (2-й сезон) — Савва, дилер

## Театральные работы

#### Театр им. Йозефа Бойса
- «Третья смена» (режиссёр — Ф. Григорьян) — постановка спектакля[6], номинация на российскую национальную театральную премию «Золотая маска», 2010 год[7]

### Театр им. Ермоловой
- «Всюду жизнь» (режиссёр — Е. Дружинин) — «Перекати-поле»[8]

### Театральное агентство «Антре»
- «Счастливый номер» (режиссёр — М. Церишенко) — Игорь[9]